# Dicranosepsis bicolor
Dicranosepsis bicolor är en tvåvingeart som först beskrevs av Christian Rudolph Wilhelm Wiedemann 1830.  Dicranosepsis bicolor ingår i släktet Dicranosepsis och familjen svängflugor. Inga underarter finns listade i Catalogue of Life.